# Lessay
Lessay is een plaats en gemeente in het Franse departement Manche in de regio Normandië. De plaats maakt deel uit van het arrondissement Coutances. Lessay telde op 1 januari 2022 2.255 inwoners.
Lessay is bekend door haar romaanse abdij. Er is in de voormalige abdij jaarlijks in de zomer een festival van klassieke muziek, Les Heures de l'Abbaye de Lessay.

## Geschiedenis
In de 11e eeuw werd er in Lessay een benedictijner abdij gesticht. De abdijkerk werd gebouwd in laat-romaanse stijl, met kruisgewelven. Op 11 juli 1944 bliezen de Duitsers de kerk van de voormalige abdij op, omdat de toren aan de geallieerden een goede observatiepost zou kunnen geven. De kerk werd helemaal terug opgebouwd waarbij een deel van de stenen kon worden hergebruikt. In 1958 werd de kerk Sainte-Trinité opnieuw ingewijd.

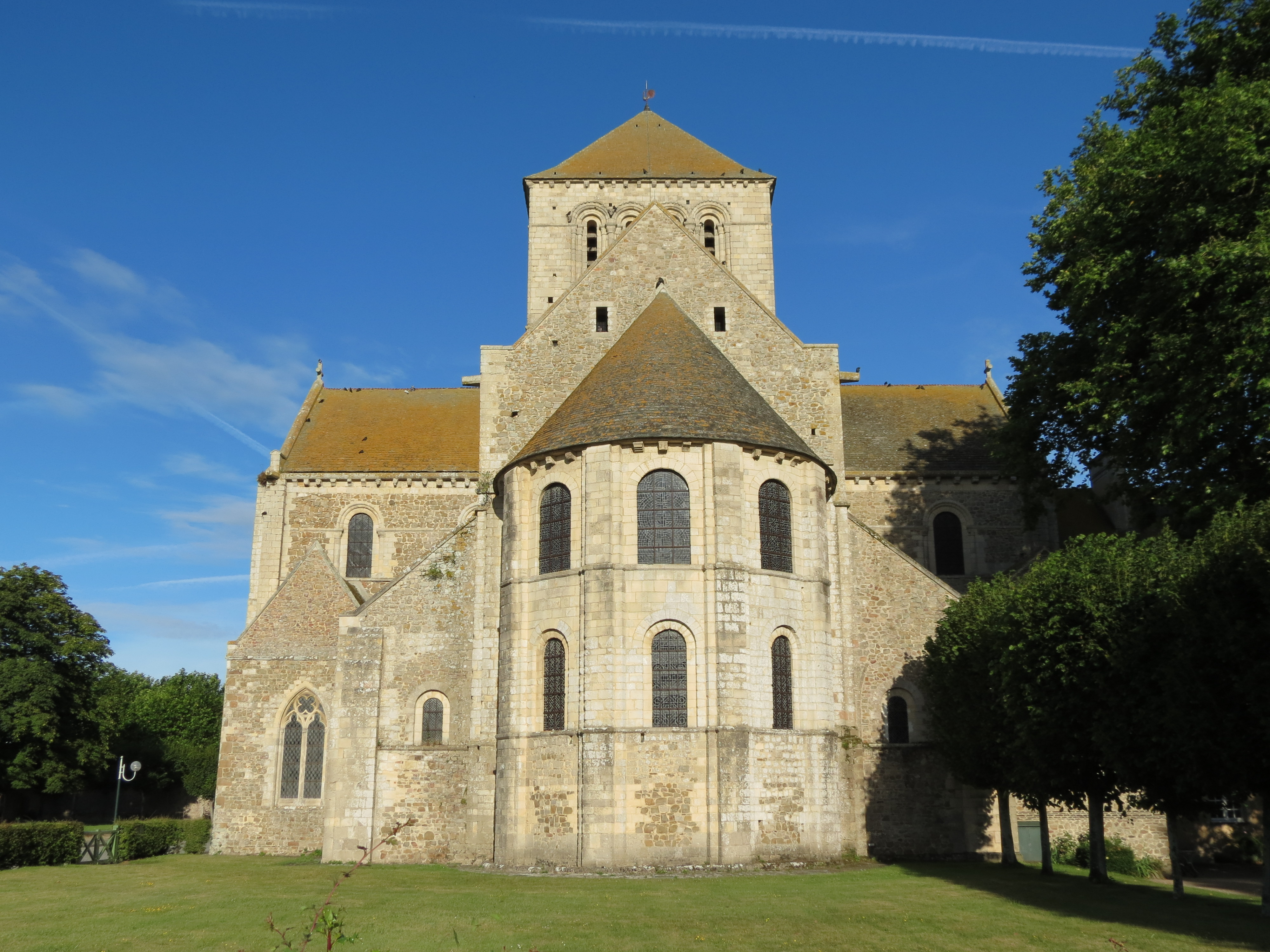
Buitenzijde abdijkerk
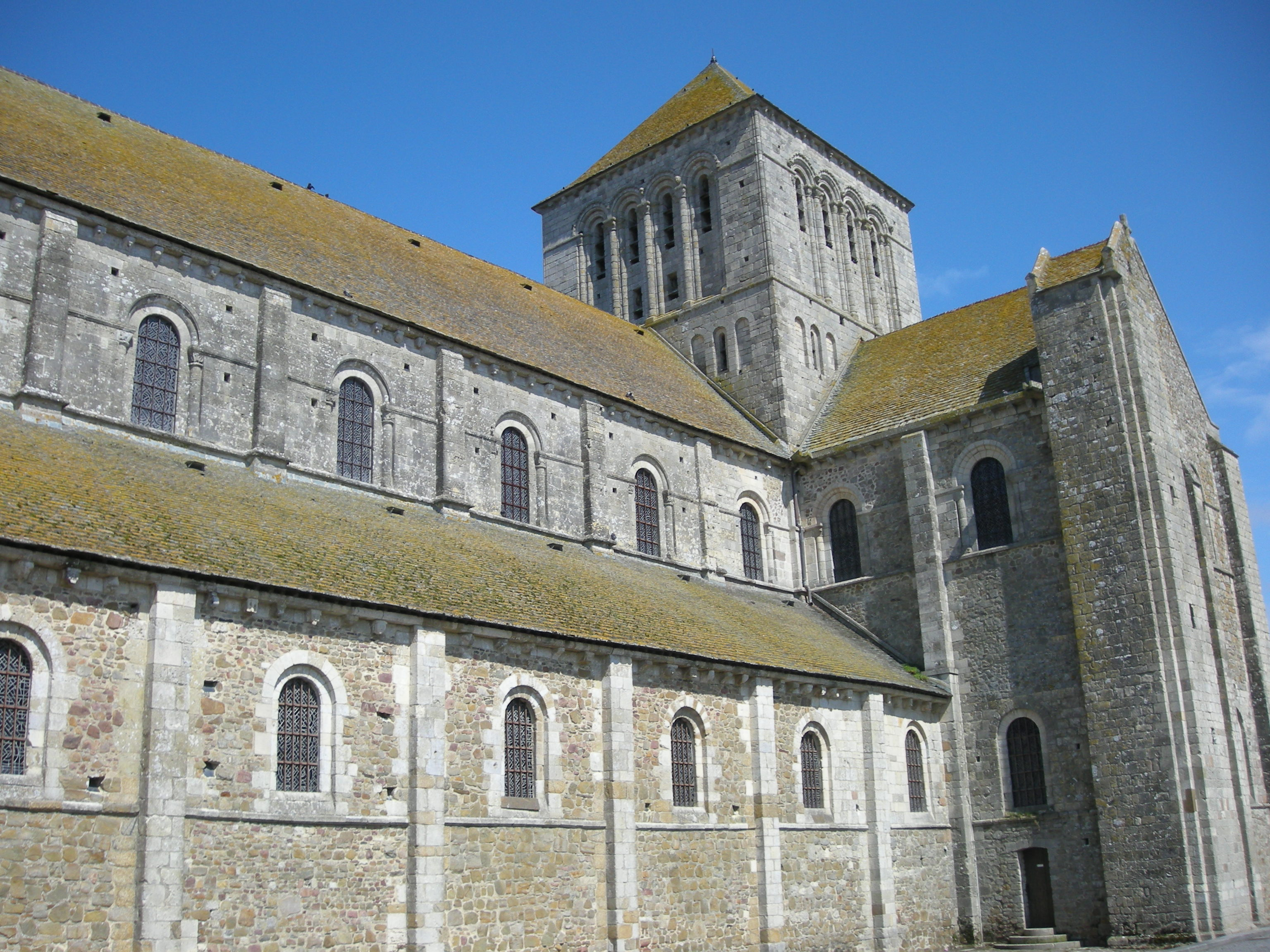
Abdijkerk
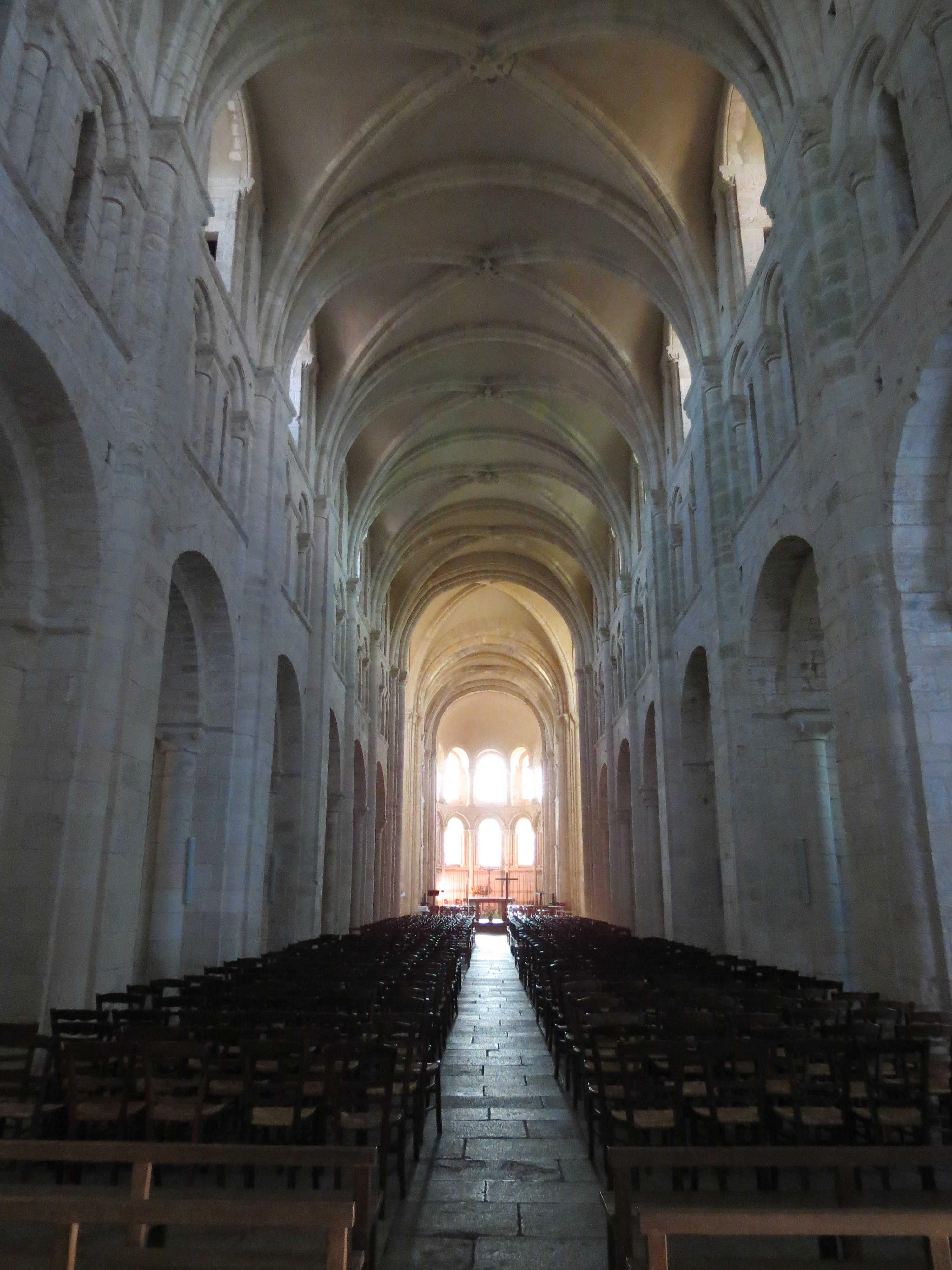
Schip
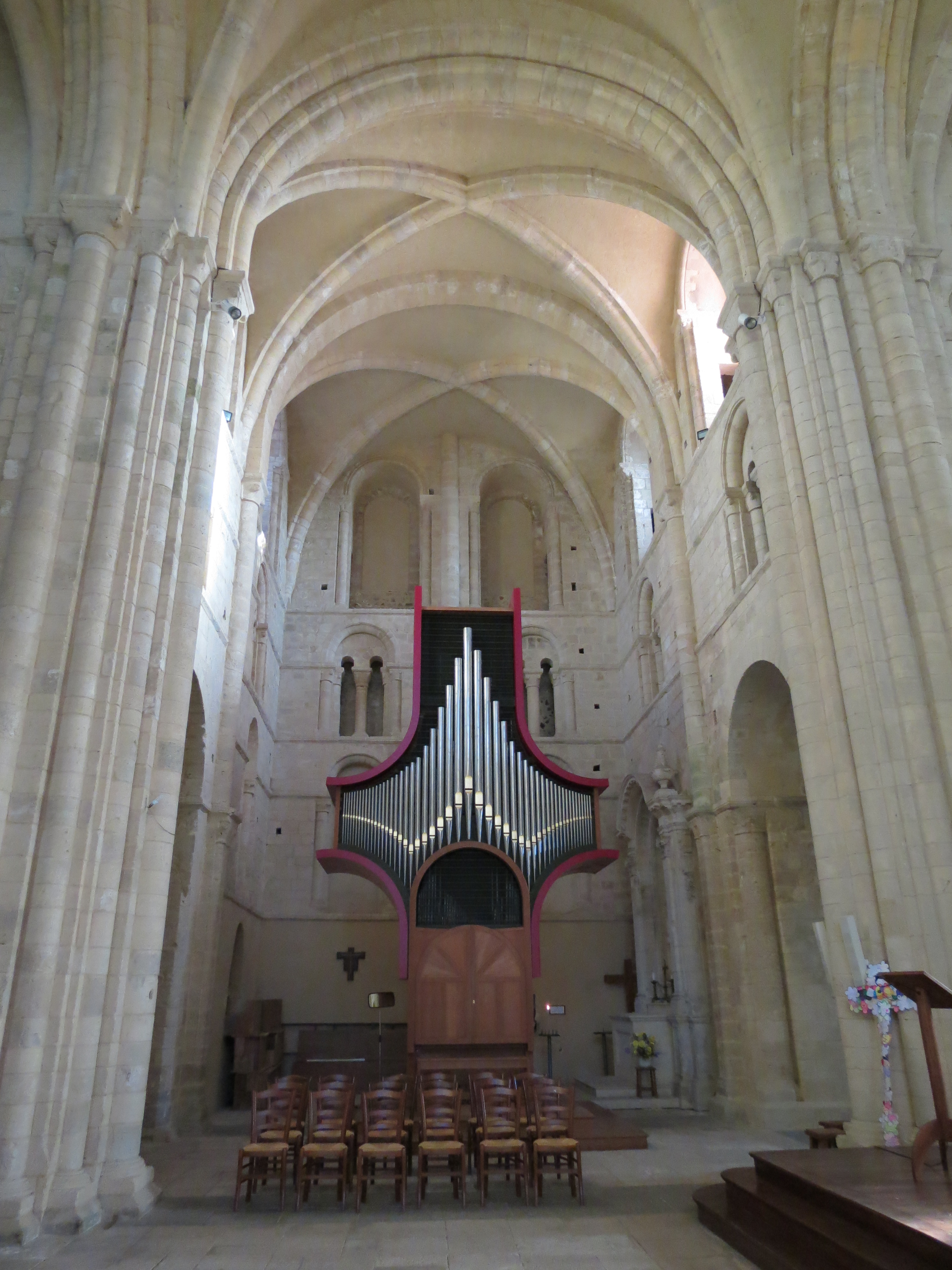
Orgel
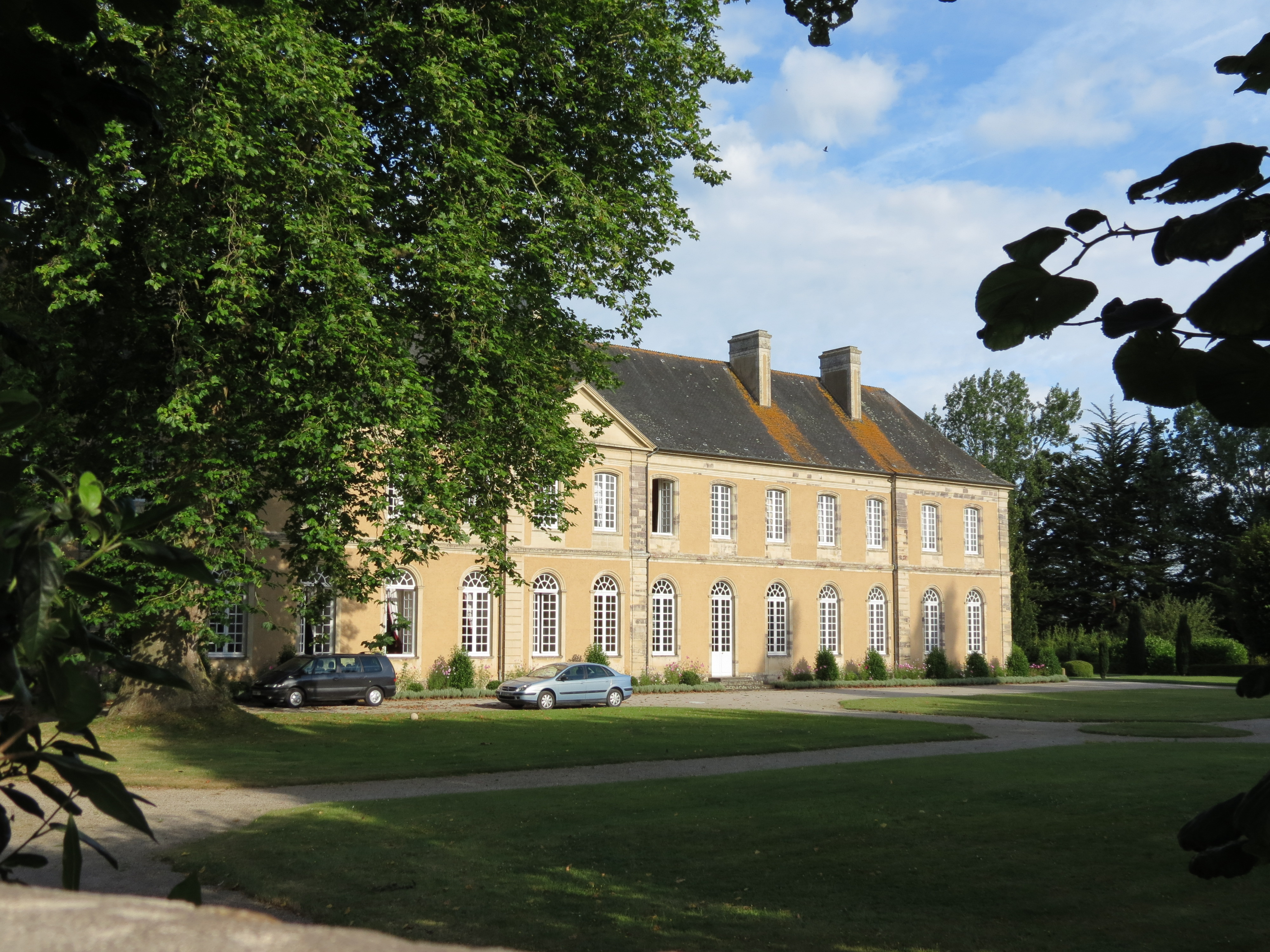
Kloostergebouw

Ook de plaats Lessay kwam zwaar beschadigd uit de oorlog. Vooral de geallieerde luchtbombardementen van 7 en 8 juni 1944 hadden veel schade aangericht. De plaats werd heropgebouwd in lokale stijl.
Lessay was de hoofdplaats van het gelijknamige kanton tot dat op 22 maart 2015 werd opgeheven en Angoville-sur-Ay werd opgenomen in het op die dag opgerichte kanton Créances. Op 1 januari 2016 werd Angoville-sur-Ay opgenomen in de gemeente, die hiermee de status van commune nouvelle kreeg. De oppervlakte van de gemeente nam hierdoor toe 22,23 tot 28,95 km²

## Geografie
De oppervlakte van de gemeente bedroeg op 1 januari 2022 28,95 vierkante kilometer; de bevolkingsdichtheid was toen 77,9 inwoners per km².

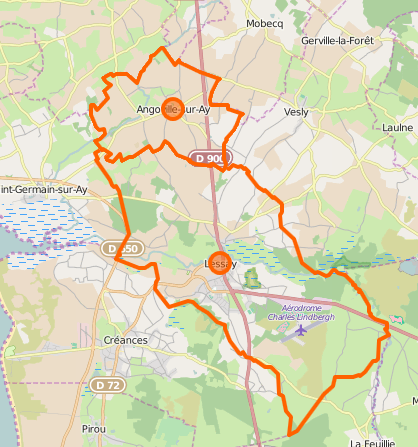
De gemeente met Angoville-sur-Ay in het noorden

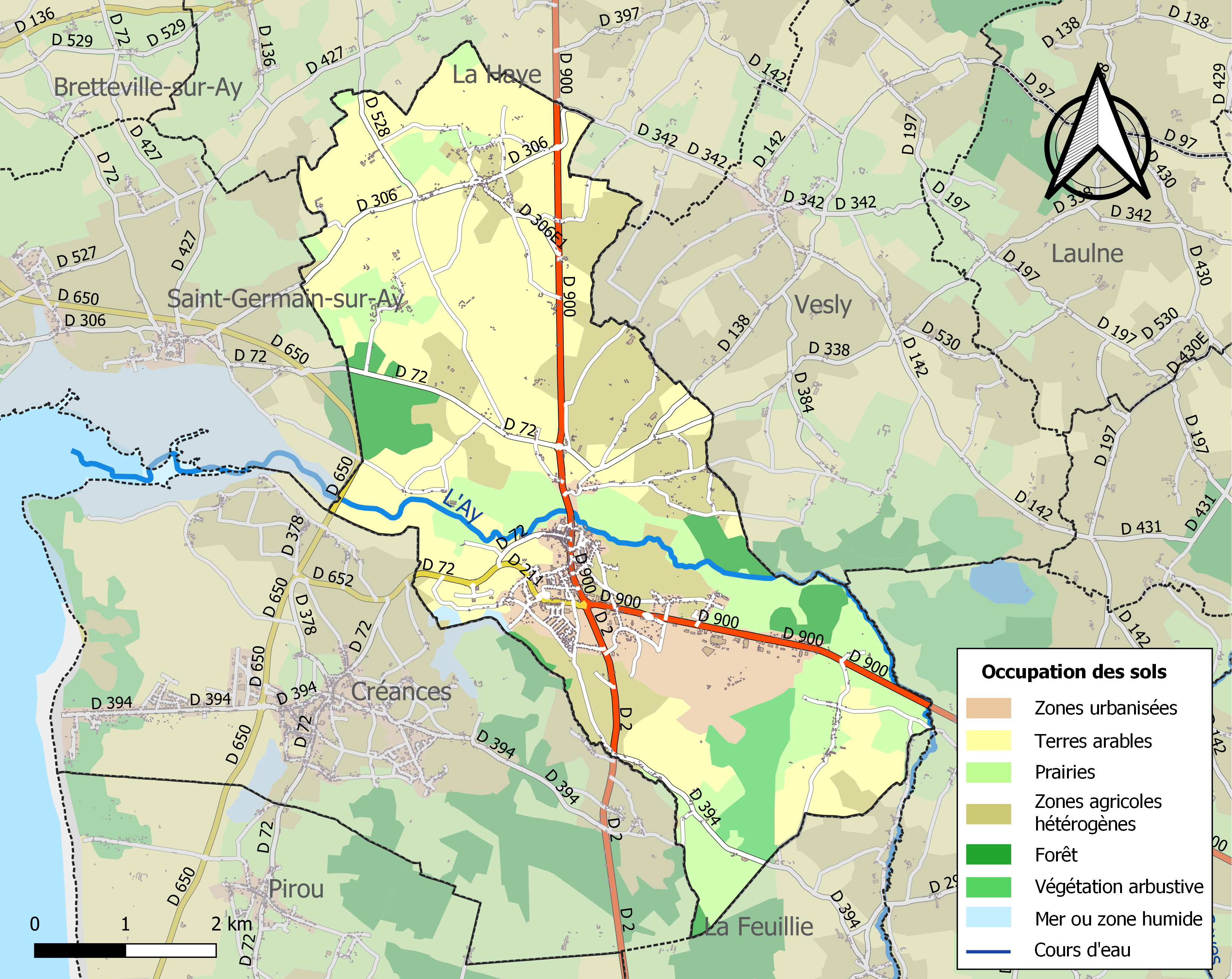
Kaart van de gemeente met de belangrijkste infrastructuur, bodemgebruik en omliggende gemeenten

## Verkeer en vervoer
In de gemeente ligt het gesloten spoorwegstation Lessay.

## Demografie
Onderstaande figuur toont het verloop van het inwonertal (bron: INSEE-tellingen).